# Политика Макао
Политика Макао является основой политически ограниченной многопартийной президентской системы, в которой доминирует Китай.

## Конституционная роль Макао
Согласно статье 31 Конституции Китайской Народной Республики Макао является особым административным районом, который обеспечивает Конституционные гарантии для реализации политики "одна страна- две системы" и конституционную основу принятия Основного закона Специальной административной территории Макао. Несмотря на то, что географически Макао располагается в провинции Гуандун и является специальным административным районом КНР под управлением центрального правительства Китайской Народной Республики в Пекине. Именно там находится центр управления страной - правительством Китая . Поэтому территория специального административного района имеет "высокую степень власти"

## Глава правительства
Глава исполнительной власти Макао назначается правительством Китая и предстает перед Исполнительным советом, состоящим из 7-11 членов. Срок полномочий главы составляет 5 лет, и никто не может занимать эту должность более двух сроков подряд. Губернатор обладает директивными и исполнительными полномочиями, ограниченными центральным правительством и законодательными органами. Эдмунд Хо был первым китайским губернатором, назначенным в 1999 году. Исполнительная власть включает в себя департаменты, каждый секретарь возглавляет определенный сектор. Кроме того, существуют комиссии по борьбе с коррупцией и аудиту, а также государственный прокурор. Административные офисы были временно перенесены после возвращения Макао Китаю.